# Sažen'
La sažen' (in russo сажень?, pronunciata са́жень oppure саже́нь; in italiano: sagena) è un'antica e non più utilizzata unità di misura di lunghezza dell'Impero russo.
Così come definita nel decreto dello zar Nicola I dell'11 ottobre 1835 (О системе российских мер и весов, O sisteme rossijskich mer i vesov), equivale a 2,1336 metri. In precedenza la misura della sažen' variava localmente. Fu abolita in Unione Sovietica nel 1924.